# Улица Тогоева (Владикавказ)
Улица Тогоева — улица во Владикавказа, Северная Осетия, Россия. Находится в Затеречном муниципальном округе между улицами Кирова и Островского. Начинается от улицы Кирова.
Улица Тогоева пересекается с переулком Теречным. На улице Тогоева заканчивается улица Затеречная.
Названа именем осетинского революционера Даниила Тогоева.
Улица сформировалась в конце XIX века. Впервые отмечена на плане Областного города Владикавказа Терской области как «улица Сухое русло». Упоминается под этим же названием в Перечне улиц, площадей и переулков от 1911 и 1925 годов.
Современная улица образовалась путём разделения улицы Сухое русло на несколько различных улиц.
18 октября 1962 года городской совет переименовал участок бывшей улицы Сухое русло от улицы Островского до улицы Кирова в улицу Тогоева.